# Opačica (Dabarsko polje)
Opačica  je rijeka ponornica u Bosni i Hercegovini.
Nalazi se u Dabarskom polju, u istočnoj Hercegovini. Duga je 14 kilometara. Teče kroz općinu Berkovići. Kod mjesta Potkom, kod pećine Ratkovače nalazi se vodopad Opačice visok preko 150 metara.
Tijekom sušnog razdoblja često presuši.